# Stamford Cone
Der Stamford Cone ist ein 14 Meter hohes kegelförmiges Kunstwerk, das als Erkennungszeichen für das Hauptquartier der Schweizer Bank UBS in Nordamerika dient.
Der Objekt befindet sich in Stamford (Connecticut) nordöstlich von New York City. 

## Beschreibung
Der von der englische Künstler Brian Clarke entworfene und durch den Architekten Skidmore, Owings and Merrill und die Firma Dewhurst MacFarlane & Partners errichtete Konus ist vollständig durch farbige Glasmalereien des Clarke bedeckt. Die Herstellungskosten betrugen 1999 mehr als eine Million US-Dollar.

Der Stamford Cone während der Herstellung.